# Niuginitrichia
Niuginitrichia är ett släkte av nattsländor. Niuginitrichia ingår i familjen smånattsländor.
Kladogram enligt Catalogue of Life:
| Niuginitrichia | \| \| Niuginitrichia arakain \| \| \| \| \| \| Niuginitrichia bomberi \| \| \| \| \| \| Niuginitrichia brukimnamel \| \| \| \| \| \| Niuginitrichia bukamak \| \| \| \| \| \| Niuginitrichia eiloga \| \| \| \| \| \| Niuginitrichia ismayi \| \| \| \| \| \| Niuginitrichia kurukut \| \| \| \| \| \| Niuginitrichia namelbanis \| \| \| \| \| \| Niuginitrichia peregai \| \| \| \| \| \| Niuginitrichia rouna \| \| \| \| \| \| Niuginitrichia sapimarer \| \| \| \| \| \| Niuginitrichia ukarumpa \| \| \| \| \| \| Niuginitrichia umboina \| \| \| \| |
|                | \| \| Niuginitrichia arakain \| \| \| \| \| \| Niuginitrichia bomberi \| \| \| \| \| \| Niuginitrichia brukimnamel \| \| \| \| \| \| Niuginitrichia bukamak \| \| \| \| \| \| Niuginitrichia eiloga \| \| \| \| \| \| Niuginitrichia ismayi \| \| \| \| \| \| Niuginitrichia kurukut \| \| \| \| \| \| Niuginitrichia namelbanis \| \| \| \| \| \| Niuginitrichia peregai \| \| \| \| \| \| Niuginitrichia rouna \| \| \| \| \| \| Niuginitrichia sapimarer \| \| \| \| \| \| Niuginitrichia ukarumpa \| \| \| \| \| \| Niuginitrichia umboina \| \| \| \| |
|                | Niuginitrichia arakain |
|                | |
|                | Niuginitrichia bomberi |
|                | |
|                | Niuginitrichia brukimnamel |
|                | |
|                | Niuginitrichia bukamak |
|                | |
|                | Niuginitrichia eiloga |
|                | |
|                | Niuginitrichia ismayi |
|                | |
|                | Niuginitrichia kurukut |
|                | |
|                | Niuginitrichia namelbanis |
|                | |
|                | Niuginitrichia peregai |
|                | |
|                | Niuginitrichia rouna |
|                | |
|                | Niuginitrichia sapimarer |
|                | |
|                | Niuginitrichia ukarumpa |
|                | |
|                | Niuginitrichia umboina |
|                | |